# Thai-Son Kwiatkowski
Thai-Son Kwiatkowski (Charlotte, 13 februari 1995) is een Amerikaanse tennisspeler. Hij heeft nog geen ATP-toernooien in het enkelspel of dubbelspel gewonnen.

## Palmares

### Palmares enkelspel
| Gewonnen challengers |                 |               |           |                    |          |
| 1.                   | 2 februari 2020 | Newport Beach | Hardcourt | Daniel Elahi Galan | 6-4, 6-1 |

### Palmares dubbelspel
| Nr.                  | Datum        | Toernooi     | Ondergrond | Partner     | Tegenstanders in finale          | Score          |
| -------------------- | ------------ | ------------ | ---------- | ----------- | -------------------------------- | -------------- |
| Gewonnen challengers |              |              |            |             |                                  |                |
| 1.                   | 8 maart 2020 | Indian Wells | Hardcourt  | Denis Kudla | Sebastian Korda Mitchell Krueger | 6-3, 2-6, 10-6 |

## Resultaten grote toernooien
| Legenda | Legenda                          |
| ------- | -------------------------------- |
| g.t.    | geen toernooi gehouden           |
| l.c.    | lagere categorie                 |
| –       | niet deelgenomen                 |
| G       | uitgeschakeld in de groepsfase   |
| 1R      | uitgeschakeld in de eerste ronde |
| 2R      | uitgeschakeld in de tweede ronde |
| 3R      | uitgeschakeld in de derde ronde  |
| 4R      | uitgeschakeld in de vierde ronde |
| KF      | uitgeschakeld in de kwartfinale  |
| HF      | uitgeschakeld in de halve finale |
| F       | de finale verloren               |
| W       | het toernooi gewonnen            |
| w-v     | winst/verlies-balans             |

### Enkelspel
| grandslamtoernooien  |     |    |
| Australian Open      | –   | –  |
| Roland Garros        | –   |    |
| Wimbledon            | –   | NG |
| US Open              | 1R  | 1R |
| statistieken         |     |    |
| totaal aantal titels | 0   | 0  |
| eindejaarsranking    | 520 |    |

### Dubbelspel
| grandslamtoernooien  |     |
| Australian Open      | –   |
| Roland Garros        | –   |
| Wimbledon            | –   |
| US Open              | 1R  |
| statistieken         |     |
| totaal aantal titels | 0   |
| eindejaarsranking    | 304 |